# Ferulago macedonica
Ferulago macedonica là một loài thực vật có hoa trong họ Hoa tán. Loài này được Micevski & E.Mayer mô tả khoa học đầu tiên năm 1985.